# Chiesa di San Silverio (Priocca)
La chiesa di San Silverio è un piccolo luogo di culto che si trova a Priocca in provincia di Cuneo, in Piemonte. Si tratta di una chiesa sussidiaria che appartiene alla parrocchia di Santo Stefano quindi rientra nella vicaria della Valle Tanaro della diocesi di Alba. La sua storia inizia nel XIII secolo.

## Storia
La prima documentazione storica che cita il luogo di culto risale al 1242 e viene ricordato come ecclesia de Curmurio in un atto notarile di passaggio di proprietà. Secondo tradizione popolare nelle sue vicinanze, attorno al 1600, fu attivo un lazzaretto per i malati di colera. Nel 1602 venne nuovamente citato in un elenco di proprietà fondiarie della chiesa nella diocesi di Alba. Nuovamente viene ricordata nel 1632 e nel 1742. Il comune di Priocca nel 1797 attestò che alla chiesa erano legate ampie proprietà fondiarie. Dal 1817, dal punto di vista della giurisdizione ecclesiastica, rientrò con tutti i luoghi di culto locali nella diocesi di Alba che era stata soppressa per disposizioni napoleoniche pochi anni prima. 
Nel 1869 la chiesa venne citata tra le chiese della diocesi di Alba non sede di parrocchia. Nel 1922, a causa delle sue condizioni, venne decisa la sua ricostruzione, che fu realizzata in breve tempo.

## Descrizione

### Esterni
La chiesa di San Silverio si trova in posizione abbastanza isolata a sud ovest dell'abitato di  Priocca in provincia di Cuneo, in Piemonte. Si tratta di una piccola cappella campestre verso il confine col comune di Castellinaldo d'Alba. La facciata a capanna è caratterizzata dal portale architravato e con lunetta racchiusa in un grande arco a tutto sesto rientrante. Vi si accede da una breve scalinata. Edificata in muratura portante con laterizio a vista mostra fiancate laterali con contrafforti. La torre campanaria si alza in posizione arretrata sulla destra. Le coperture del tetto sono a capanna.

### Interni
La navata interna è unica e ripartita in due campate con volta a vela. La copertura della parte absidale è tradizionale, a catino. Nella sala si conservano pregevoli arredi e opere d'arte che la popolazione ha raccolto per la devozione nel corso dei secoli. La pala raffigura San Silverio. Non è stato realizzato alcun adeguamento liturgico e per le funzioni religiose viene utilizzato l'altare maggiore storico.